# Centrolene ilex
Centrolene ilex és una espècie de granota que viu a Colòmbia, Costa Rica, Nicaragua i Panamà.